# 鄧錫疇
鄧錫疇（越南语：／；1854年—？年），原名鄧有儔（越南语：／），越南阮朝官員。

## 生平
鄧錫疇是北寧省順成府嘉林縣多遜總多遜社（今屬河內市嘉林縣多遜社）人，嗣德七年（1854年）出生。建福元年（1884年），鄧錫疇參加河南場鄉試，考中舉人。咸宜元年（1885年），鄧錫疇會試次中格，準入庭試。庭試過後，未及放榜，尊室說發動勤王運動，庭試成績因此作廢。成泰元年（1889年），鄧錫疇經審核準預庭試，考中己丑科副榜。後任春長知府，升北江督學。